# Lety (Píseki járás)
Lety település Csehországban, Píseki járásban. Lety Nerestce, Kožlí, Horosedly, Orlík nad Vltavou, Králova Lhota, Zalužany és Kozárovice településekkel határos. Lakosainak száma 288 fő (2024. január 1.).

## Népesség
A település lakosságának változását az alábbi diagram mutatja:
| Lakosok száma | 837  | 786  | 759  | 453  | 320  | 262  | 262  | 272  | 283  | 288  |
|               | 1869 | 1900 | 1921 | 1961 | 1980 | 2011 | 2016 | 2019 | 2021 | 2024 |